# Álvaro Colodro

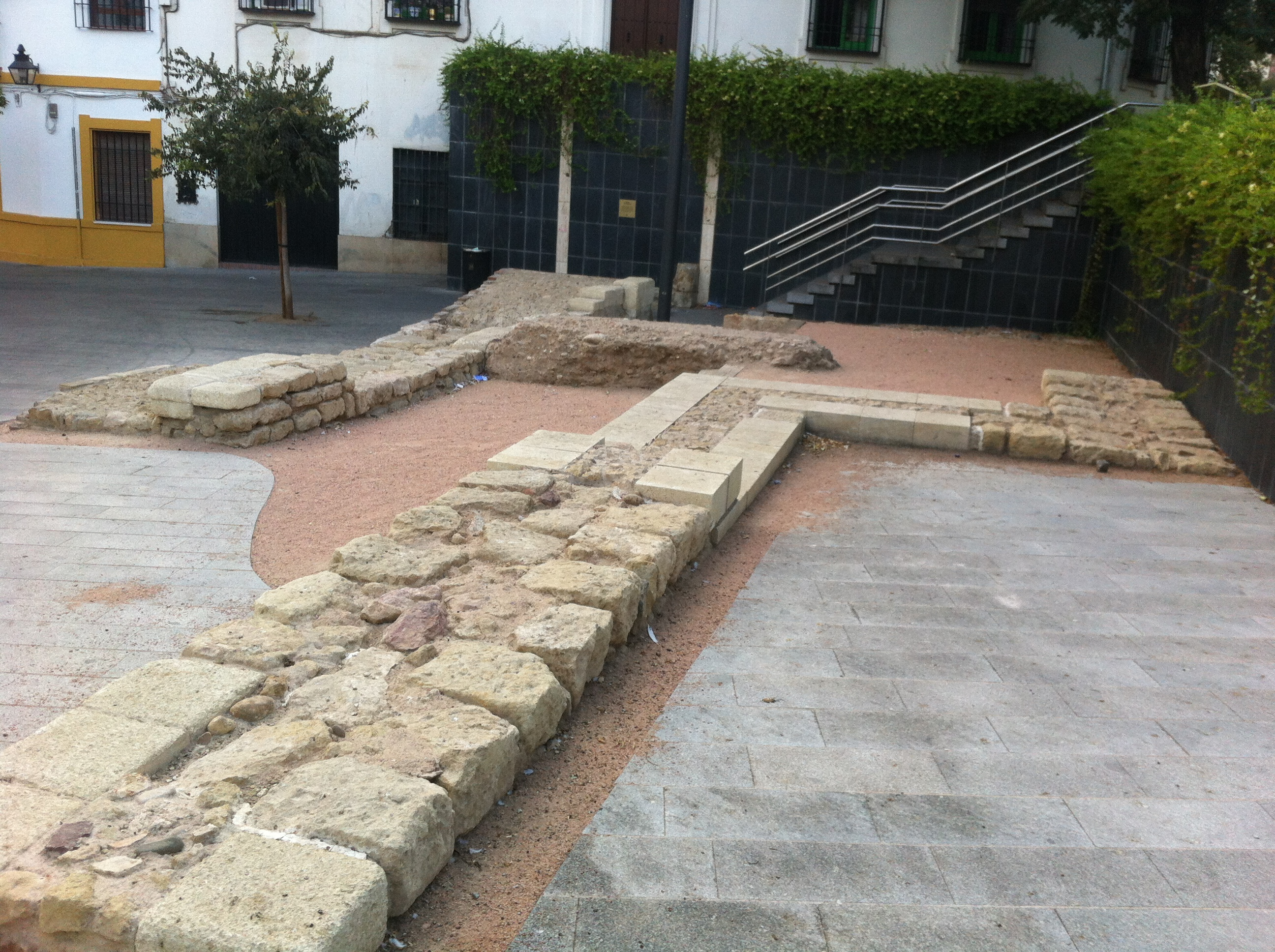
Restos de la puerta del Colodro, lugar por donde comenzó la conquista de Córdoba y que lleva el nombre de este soldado.

Álvaro Colodro fue un guerrero cristiano del siglo XIII, cuyo nacimiento se duda entre Cobeña o Yurre, conocido principalmente por haber sido la primera persona en entrar a la ciudad durante la conquista de Córdoba en 1236 en nombre del rey de Castilla y de León Fernando III el Santo.

## Historia
Algunos historiadores relatan los hechos que se vivieron durante la conquista de Córdoba y comenzaron los rumores de que la ciudad no estaba muy bien protegida: 

En el año 1235, los ricos hombres e hijos-hidalgos Adalides y Almogávares (que estaban en la frontera de este reino) ayuntáronse en Andújar e hicieron entrada en tierras de Córdoba, en que cautivaron algunos moros, de los cuales tuvieron aviso cómo la ciudad de Córdoba estaba muy descuidada, y que no se velaba ni recelaba de los cristianos.
Gonzalo Argote de Molina

Los cristianos, viendo la debilidad en la que se encontraba la ciudad, deciden comenzar la conquista sin la presencia del rey. Una vez dado el permiso, se reúnen estos nobles almogáraves, entre los que se encontraba Álvaro Colodro y llegan a Córdoba la noche del 23 de diciembre de 1235 desde Andújar. Esa noche, con ayuda de una escalera, comienzan a trepar vestidos con ropas árabes por las murallas de la ciudad, la más cercana a la población mozárabe, ya que apoyarían la causa. El guerrero castellano ganó gran notoriedad, ya que se convirtió en la primera persona en entrar a la ciudad durante la conquista cristiana de Córdoba.
Los nobles consiguieron conquistar todo el barrio de la Axerquía, aproximadamente la mitad de la ciudad, hasta llegar a la puerta de Martos (donde hoy se encuentra el molino homónimo), entrada que abrieron para el resto de la caballería. Las noticias fueron transmitidas al rey, que se encontraba en Benavente, quien quedó gratamente impresionado por la hazaña y quien unos meses después ayudaría a la conquista de la Medina, quedando Córdoba en su poder el 26 de junio de 1236. Debido a esta muestra de valentía, el rey Fernando premió a Álvaro Colodro con un patronazgo en su villa natal más cuatrocientas fanegas de pan de renta, siendo nombrado un barrio de la misma villa "de los Colodros". Además, se nombró a la puerta por la que habían entrado a la ciudad como la puerta del Colodro, destruida en 1882, pero cuyos restos se conservan y el nombre está muy presente en la sociedad cordobesa.